# Workstation
Workstation (một số tài liệu gọi là máy trạm) được sử dụng theo các nghĩa:
Workstation là một Microcomputer được thiết kế dành để chạy các ứng dụng kỹ thuật hoặc khoa học. Mục đích chính cho việc tạo ra máy tính này là để phục vụ cho 1 người tại 1 thời điểm, có thể kết nối với nhau qua mạng máy tính và phục vụ nhiều User cùng lúc. Một nhóm các máy trạm có thể xử lý các công việc của một máy tính lớn Main Frame nếu như được kết nối mạng với nhau.
Các máy trạm cung cấp hiệu suất cao hơn máy tính để bàn, đặc biệt là về CPU, đồ họa, bộ nhớ và khả năng xử lý đa nhiệm. Nó được tối ưu hóa cho việc xử lý các loại dữ liệu phức tạp như các bản vẽ 3D trong cơ khí, các mô phỏng trong thiết kế, vẽ và tạo ra các hình ảnh động, các logic toán học.

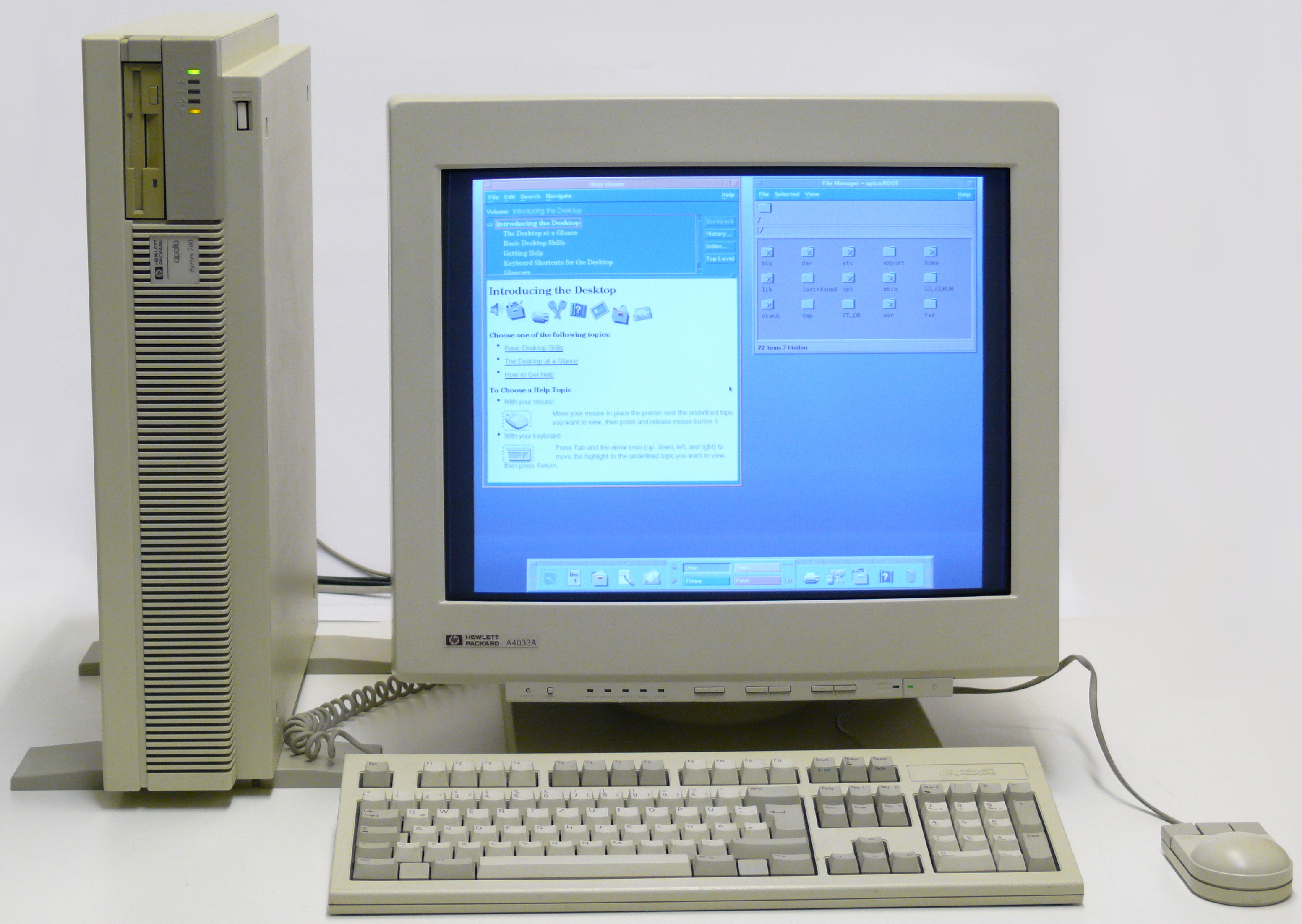
HP 9000 (en) là dòng hệ thống máy tính trạm và máy chủ do Công ty Hewlett-Packard (HP) sản xuất, được giới thiệu vào năm 1984

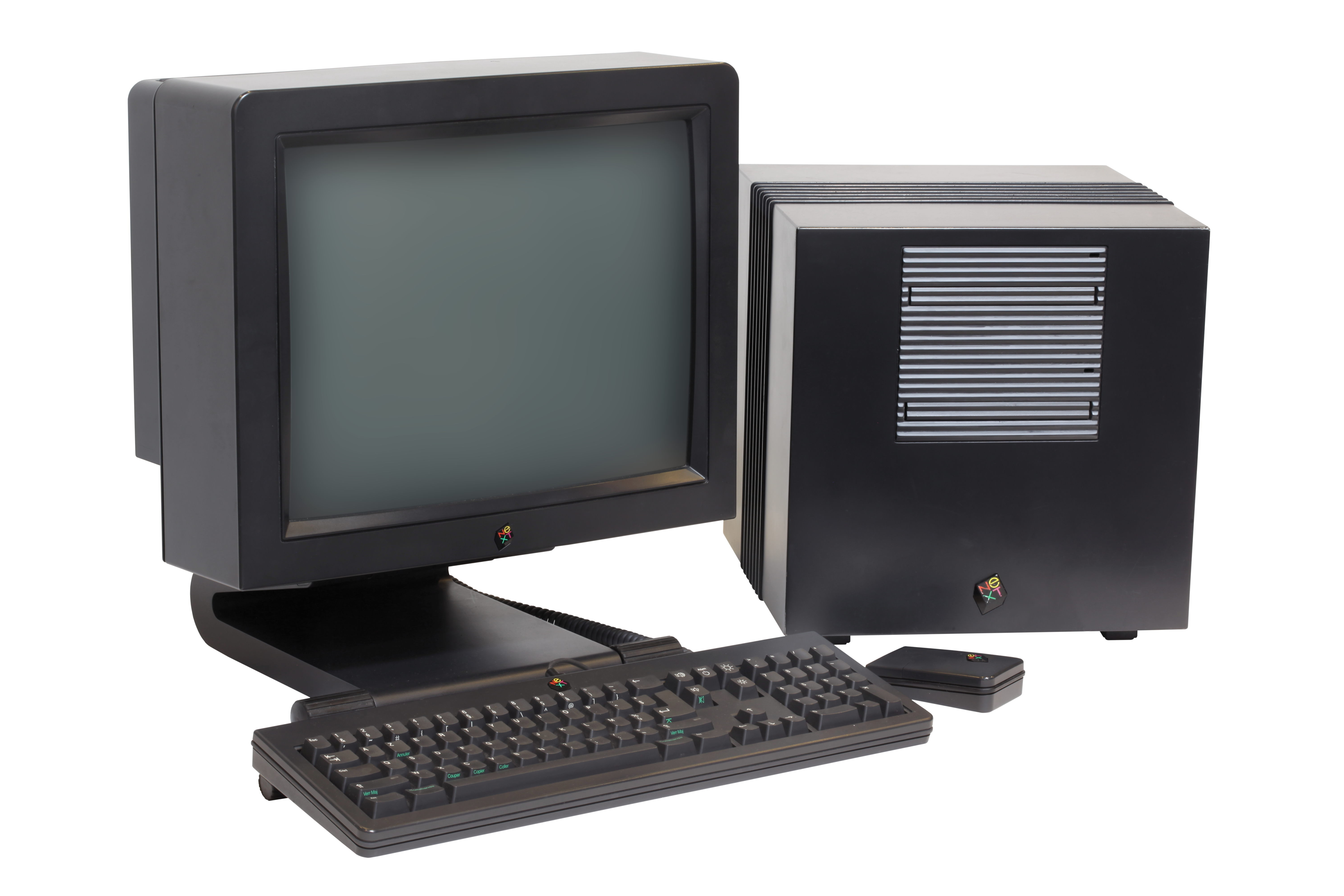
NeXTcube (en) là một máy tính trạm cao cấp do NeXT phát triển, sản xuất và bán từ năm 1990 đến năm 1993, với giá niêm yết 7.995 đô la Mỹ.

Thông thường các bộ phận giao tiếp với máy trạm bao gồm: màn hình với độ phân giải cao, bàn phím và chuột. Đôi khi cũng cấp kết nối với nhiều màn hình, máy tính bảng đồ họa và chuột 3D. Hiện nay, thị trường máy trạm do các ông lớn trong ngành máy tính như DELL, HP... và bán cũng các bản Windows/ Linux chạy trên CPU Intel Xeon/AMD Ryzen Threadripper. Và một dòng máy chạy trên MacOS của Apple.

## Lịch sử của máy trạm
Có lẽ máy tính đầu tiên có thể hội đủ điều kiện như là một "máy trạm" là IBM 1620, nó là một máy tính nhỏ được thiết kế để tương tác với 1 người dùng đơn. Nó được giới thiệu năm 1960, một điểm đặc biệt của máy tính này là không có mạch số học. Để có thể thực hiện được các phép tính số học nó cần một bảng bộ nhớ để lưu lại các quy tắc được định nghĩa. Điều này làm giảm chi phí cho việc sản xuất các máy tính của IBM.
Năm 1965 IBM cho ra đời máy tính khoa học 1130, nó như là một sự kế thừa của máy tính 1620. Cả hai hệ thống trên đều có thể chạy được các chương trình viết bằng ngôn ngữ Fortran và các ngôn ngữ khác. Cả 1620 và 1130 đều được thiết kế với kích thước như một máy tính để bàn. Tất cả đều có đầy đủ các tiện ích như ổ đĩa, máy in, băng giấy và các thiết bị nhập xuất.
Các máy Lisp được phát triển bởi MIT vào năm 1970 đi tiên phong cho các máy trạm như là hiệu suất cao, có kết nối mạng, đơn người dùng với nhiều tác vụ. Máy Lisp được bán vào những năm 1980 bởi các công ty như là: Symbolics, Lisp Machines, Texas Instruments (the TI Explorer) và Xerox (the Interlisp-D workstations). Máy tính đầu tiên được thiết kế cho 1 người sử dụng đơn với đồ họa phân giải cao (Đúng nghĩa một máy trạm hiện đại) đó là Xerox Alto được phát triển tại Xerox PARC vào năm 1973. Các máy trạm đầu tiên khác bao gồm Terak 8510 / a (1977), Three Rivers PERQ (1979) và Xerox sau Star (1981).